# Dibi Dobo
 (juin 2013).
Si vous disposez d'ouvrages ou d'articles de référence ou si vous connaissez des sites web de qualité traitant du thème abordé ici, merci de compléter l'article en donnant les références utiles à sa vérifiabilité et en les liant à la section « Notes et références ».
Dibi Dobo est un auteur-compositeur-interprète béninois. 
Panafricain dans l’âme et d’une créativité sans limites, Dibi Dobo connaît une ascension fulgurante depuis 2009 et travaille actuellement sur son deuxième album. Auteur, compositeur, interprète, il chante en fon (l’une des langues les plus parlées au Bénin), en français et en anglais, des titres qui mêlent sonorités béninoises, hip-hop, rnb, rap, pop, et world music. 
Il considère que la musique ne connaît pas de frontière, d’où son désir de créer une musique internationale, dans un style hors du commun qu'il qualifie lui-même de dibitique, mariage de tous genres musicaux allant du rap à la world music en passant par le rnb et l’afropop.
Les artistes internationaux se l’arrachent pour des collaborations très fructueuses. Citons par exemple Kenzah Farah, Lynnsha, Arafat DJ, Arielle. Ses sons, vidéos, interviews sont relayés par les médias, sur les chaînes de télévision et radios (Funradio, Trace TV, MTV, MTV Base, RFI, Africa N°1, Télésud, RTI, LC2, ORTB…). Les capitales africaines l’ont accueilli à maintes reprises, avec des shows en Côte d’Ivoire, au Sénégal, au Gabon, au Burkina Faso, au Tchad, en Guinée équatoriale, au Cameroun, au Niger, au Togo, en Angola, etc. avec un succès à chaque fois incontesté. De même, en Occident, il fait ses preuves sur diverses scènes à Paris comme en province, ainsi qu’en Allemagne et en Italie. Dibi Dobo a également créé la surprise en participant à la scène du concert de Fanny J à l’Olympia en France en avril 2012, ainsi qu’à Bercy en juin 2013 à l’occasion du l’événement World African Wrestling.

## Biographie

### Origine de son pseudonyme
Dibi correspond à D et B en anglais, phonétiquement, et Dobo, correspond également à D et B mais en fon (une des langues du Bénin). DB correspond à Décibel.

### Débuts dans le groupe Def Lyrix
Passionné depuis sa plus tendre enfance par la musique, ce n’est que plus tard qu’il reconnaît sa passion et décide de se lancer publiquement dans cette voie. Adolescent, il se prend à chanter en cours. Il fait alors la connaissance de plusieurs jeunes rappeurs, avec lesquels il formera le groupe Def Lyrix en 2003. Le groupe sortira un maxi de 5 titres au titre éponyme (qui passera sur les chaînes de radio béninoises) entre Seed Prod et le Skool Skull. Jusqu’en 2006, Def Lyrix participe à de nombreuses scènes underground et prestations dans les journées culturelles. Mais les membres du groupe seront dispersés aux quatre coins du monde. Dibi Dobo se lance alors dans la voie du solo.

### L'expérience au travers de nombreuses collaborations
Il entame alors des collaborations avec divers artistes : il collabore sur scène avec Kaysee Edge Montejano. En 2006, il est vainqueur du Concours Rap de Psi avec Big Snow. À partir de 2007, il collabore avec Duce. La même année, il est projeté sur le devant de la scène par sa prestation sur le festival Africa sans Sida. Champion du concours Rap d’Aura (en)(Artiste unis pour le Rap africain), un collectif financé par Plan International en 2008, il remporte une enveloppe de 1 000 € pour sa victoire.
En mars 2008, il participe à la 18e édition des Faso Hip Hop Awards à Ouagadougou, Burkina Faso, aux côtés des Kaysee Edge Montejano. La même année, il participe aux projets de Priv8 Club, Kayse Edge Montejano, Kaizah, Jay Killah, S@m, Kinzah.

### Carrière solo
En 2009, Dibi Dobo sort les singles Gomé et Ezo. La même année, il gagne le concours Rap Enough Cry, concours hip hop lancé par Shinny A., un artiste béninois résidant à Londres.
En 2009, il tourne le clip Wini Wini avec Boss Playa, et le clip de Mahu réalisé par Cartouche et monté par l’Ivoirien Killer. Il reçoit le prix du meilleur single de l’année 2009 aux R&R Awards, la plus grande distinction de rap et rnb au Bénin ; un événement qui précède le Festival Hip Hop Kankpé.
En août 2009, Dibi Dobo assure la première partie du concert de Sheryfa Luna à Abidjan, Côte d’Ivoire. À partir de 2009, il entame sa collaboration avec le label Nouvelle Donne Music, qui a Kodjo Hougbeme à sa tête. À la fin de l'été 2009, il est sur la scène du Festival Y’ello Summer 2009  et en décembre, il fait salle comble au Hall des Arts de Cotonou.
En avril 2010, il est nommé aux Kora Awards 2010 à Ouagadougou, dans la catégorie révélation.
En mai, son album Soyimavo sort officiellement. On le retrouve également sur le plateau de l’émission « Samedi soir c’est Show » au Bénin.
Il donne un concert hip hop live rayon de soleil au Hall des Arts, puis il entame une tournée au Gabon début d’août : VIP Night Club, Pakito Café, Hollywood Café et Warhol Night Club à Libreville, une tournée organisée par Baron Prod. On le retrouve ensuite en Côte d’Ivoire dans l’émission Tempo avec DJ Arafat, puis en Show case au Lifestar d’Abidjan et en qualité de guest star du concert Affaire de Yorobo de DJ Arafat au Palais de la culture d'Abidjan.

### Préparation du deuxième album
La sortie de Kinklin en 2012 donne un avant goût de la teneur de son prochain album. Le titre a rencontré un grand succès dans de nombreux pays.

## Distinctions

### Récompenses
2012
- Trophées Icones Africa dans la catégorie Artiste de l'Année [23]

2011
- Rap & Rnb Awards dans la catégorie artiste de l’Année [24].

2010
- Trophées Bénin Golden Awards dans la catégorie meilleur chanteur de musique hip hop [25]
- Le Top 10 de 2010 d’Atlantic FM ORTB (Benin) dans la catégorie meilleur artiste 2010 [26]
- Les 10 meilleurs artistes de la musique urbaine saison 2010 d’Ocean FM (Benin) [27]

### Nominations
2011
- Museke Online Africa Music Awards 2011 dans la catégorie meilleure collaboration africaine[28]

2010
- Kora Awards dans la catégorie révélation [29]
- Rap and RnB Awards 2010 (Benin) dans les catégories : meilleur single rap, meilleur vidéo, meilleur flow [30]
- 10 artistes ayant marqué l’année 2010 Buzz Magazine (Bénin) dans la catégorie meilleur album, meilleure collaboration et meilleure vidéo hip hop [31]

### Vainqueurs de concours
- Concours RAP organisé par Artistes Unis pour le Rap africain (AURA) et financé par Plan International[32]

## Discographie

### Albums
Soyimavo
- Wahala
- Goudotoué
- Tchitchavi
- Benin
- Le Temps
- Que ferais-tu ?
- Kpede
- 12 500 volts Ezo
- Maimouna
- Wini Wini
- Mahu
- Wezon
- Djo ho do
- Choix nou dé
- 'Ninnouwi
- Bain tché min
- Enfant du pays
- 'Ketou

### Compilations
- Zouk & afro house 2013 : 12 500 volts feat DJ Arafat et Kamnouze[33]
- Bénin Compil Vol 4[34]
- Farafina hits 2011 avec Wini Wini[35]

### Singles
- Akonkpikpan[36]
- Kinklin
- Tous de la fête
- Survoltage avec Kiff No Beat
- "Mahou tiin avec @Amir El Presidente"

### Collaborations musicales
- Donne moi de l'amour avec Arielle T African Fiesta avec Singuila[37]
- Elle est zo avec Yode et Siro[38]
- "Mamacita" avec @Mr May D